# お蔵入り
お蔵入り（おくらいり）とは、計画されていた事柄が何らかの理由により中止・取り止めとなり、世間の目に触れないまま棚上げになる状況をさす。

## 語源
語源については諸説あるが、
- 蔵にしまいこみ、日の目を見ることがないことからという説。
- 最終公演日である「千秋楽」の「楽」を逆さまにし、本来よりも早く千秋楽を迎えたことを「くら」と呼んだことからという説。

などが挙げられる。

## 主な使われ方

### 映画・テレビ・書物・楽曲など
映画・テレビ番組・書籍・楽曲などでは、一旦製作されたにもかかわらず出版・放送されないままとなる作品のことを「お蔵入り」と呼ぶことがある（封印作品も参照のこと）。一度公に出た作品については、基本的に「お蔵入り」とは呼ばない。
これらの理由については、以下の理由が挙げられる。ただし、後に問題が解消されて公開に至るケースもある。
- 制作後の社会情勢の変化により、発表が困難になった[1]。
特に、放送の直近に、テロや紛争、大規模な報道がなされた誘拐・殺人などの凶悪事件、天災（台風、豪雨、地震、火山の噴火、津波）が発生したことにより、放送の直前になって「このような状態の中で放送することはふさわしくない」とする判断で放送延期や放送自体を中止にする場合も多数ある[2]。この場合、凶悪事件や天災が発生した地域で当該番組が未ネットであっても、放送延期や放送中止にすることが多い。また放送内容が事件・事故・災害と関係していなくても、最終回直前のエピソードが報道特別番組の影響で放送延期や放送中止された場合、放送枠の都合で一部のエピソードの放送が割愛される場合がある。テレビ番組において、このような理由で放送中止となったエピソードがビデオスルーとなった例も存在する[3]。
- 制作後に内容に問題があることが発覚した。
- 制作後に作品に関連する不祥事が発生した（出演者の逮捕等による不祥事）[4]。
テレビドラマの場合、出演部分をカットして、必要に応じて当該俳優を代役に変更した上で撮り直しの上で放送したものや、主演として出演予定だった作品が、放送されずにそのままお蔵入りとなった作品がある。バラエティ番組などでも出演者ではなく内容自体の不祥事で打ち切りとなった事例もいくつかあり、打ち切り回より後に製作された放送回は必然的にお蔵入りとなる。
- 制作されたが、買い手が付かなかった。
外部制作会社製作のアメリカ映画に多く診られ、配給会社から買い付けがされなかったため、ビデオスルーや定額制動画配信サービスのオリジナル映画での公開となった作品が中心となっている。
- 各種団体による抗議や圧力。
- 金銭及び権利問題。
- 制作者の自主的な判断。
- 公開の機会が何らかの理由により失われたため、公開されることなく現在に至っている（雨傘番組用として作られたが、スポーツ中継の中止が当初の予想より少なかったため、放映の機会がなかった等）。
全国放送を目的として製作された2時間ドラマのお蔵入り作品は関東・関西ローカルの昼間枠放送や同系列のBS・CS放送局での放送で日の目を見るのが一般的だが、全国放送のまま日の目を見るのは珍しい方で、フジテレビ・ユニオン映画製作のお蔵入り2時間ドラマである『判事失格!?弁護士夏目連太郎の逆転捜査』（2014年製作）は、主演を務めた渡瀬恒彦（2017年3月14日没）の追悼代替番組として2017年3月24日に金曜プレミアム枠で放送された。
- 過去に製作・発表した同種の作品の売り上げ等が芳しくなかった。
- 敗戦・不合格になった場合にお蔵入りとすることがあらかじめルールとして決められていた場合（バラエティ番組等で対決で敗れた場合に罰ゲームとして放送しない、カラオケ番組で不合格になった場合に不合格者のみ放送しない等）。

### プロジェクト・物品
実現することなく終わったプロジェクトや、製作はされたが販売されなかった物品についても、「お蔵入り」と呼ぶことがある。
例えばプロ野球において、終盤まで優勝争いがもつれたとき、シーズン中盤・後半まで優勝する可能性が高かったにもかかわらず終盤で別のチームに追い上げられ優勝をさらわれたとき、プレーオフ制度下でどのチームが優勝するか最後までわからないときなどで、あるチームが優勝する前提でシリーズチケットや優勝関連グッズを作成しながら優勝できなかったときには、その物品は販売が実施されずに「お蔵入り」となる。
この様な形で流通せずに終わった物品の処分については、外部へと流出しないように関係者の立会いのもと全量を廃棄処分することが多い。ただし、サンプル・資料としての必要から関係者がごく僅かな量を保管する場合もある。